# Acantholimon horridum
Acantholimon horridum är en triftväxtart som beskrevs av Aleksandr Andrejevitj Bunge. Acantholimon horridum ingår i släktet Acantholimon och familjen triftväxter. Inga underarter finns listade i Catalogue of Life.